# Làmprocles d'Atenes
Làmprocles (en grec antic: Λαμπροκλῆς, llatí: Lamprŏclēs) fou un poeta ditiràmbic natural d'Atenes que va viure al segle vi aC i a començament del segle v aC.
Ateneu de Nàucratis en cita alguns versos. Plutarc esmenta unes millores que havia fet a una varietat musical anomenada Mixolydian. Uns escolis a Plató el fan deixeble d'Agàtocles i mestre de Damó, malgrat que també es podria tractar de Lampre. Frínic li atribueix una oda a Pal·las Atena, a la qual Aristòfanes fa referència. Eratòstenes i altres autors diuen que aquesta oda era de Frínic, encara que altres autors anteriors l'atribuïen a Estesícor. Fabricius l'inclou a la Bibliotheca Graeca.